# Carbonara (Rovolon)
Carbonara è una frazione del comune italiano di Rovolon, in provincia di Padova.

## Geografia fisica
Il paese si estende nella parte meridionale del territorio comunale, ai piedi del monte della Madonna (533 m s.l.m., seconda cima dei Colli Euganei). Comprende anche la località Lovolo, a nordovest del centro e al confine con Albettone.
I corsi d'acqua principali sono canali artificiali legati alle bonifiche operate nelle campagne attorno ai colli Euganei. Si citano, da ovest a est, lo scolo Condotto, lo scolo Dandola, il condotto del Bosco e lo scolo Nina, tutti tributari del canale Bisatto, appartenente al bacino del Bacchiglione.

## Storia
Vicino all'ex chiesetta di San Pietro sono stati individuati, già alla fine dell'Ottocento e poi ancora negli anni 1950 e 1960, diversi manufatti litici di tipo clactoniano ascrivibili al paleolitico medio.
Carbonara dovrebbe legare il proprio toponimo alla produzione del carbone vegetale, favorita dall'abbondanza di risorse boschive; nei pressi del sentiero che conduce al monte della Madonna sussistono ancora due piazzole un tempo adibite a quest'attività. Non mancano tuttavia ipotesi alternative, come una derivazione dal personale latino Carbo.
Carbonaria è citata per la prima volta in un documento del 983 con cui il vescovo di Vicenza Rodolfo donava al monastero vicentino dei Santi Vito e Modesto due casali siti nella località. Fu per secoli legata ai benedettini dell'abbazia di Praglia, i quali controllavano le varie chiesette del territorio (compresa la parrocchiale), nonché la cosiddetta corte de Spiran con 800 campi annessi.

## Monumenti e luoghi d'interesse

### Chiesa parrocchiale
Intitolata a san Giovanni Battista, è citata per la prima volta in un documento del 1198 relativo ai beni posseduti dall'abbazia di Praglia. I benedettini gestirono per secoli la cura delle anime di Carbonara, attraverso un monaco eletto annualmente con il consenso del vescovo di Padova. Solo a partire dal 1770 si ebbe un parroco stabile e nel 1810, con la soppressione del cenobio, divenne proprietà del regno d'Italia napoleonico.
Sappiamo che la chiesa subì una ricostruzione alla fine del XV secolo, ma l'attuale edificio risale alla prima metà del Novecento ed è stato consacrato nel 1931. Il campanile è del 1957, mentre negli anni sessanta è stata sottoposta a un importante restauro.
All'interno sono conservate opere recenti, tra cui una statua in gesso di San Giuseppe col Bambino, di anonimo veneto (1922).

### Chiesetta di San Pietro
Sorge su un piano coltivato alle pendici nordoccidentali del monte della Madonna. Originaria dell'XI secolo, fu a lungo riferimento religioso per la popolazione che abitava questa zona.
Oggi è sconsacrata è utilizzata come annesso rustico.

### Villa Priuli, Fogazzaro, Maruffa
In località Lovolo, è un'elegante complesso signorile, comprendente casa padronale, oratorio, annessi rustici e torre colombaia.
I primi riferimenti risalgono al 1661, quando in una Condizion Cornelia Corner, vedova di Giovanni Priuli, dichiarava per i figli Alvise e Marco una villa a Carbonara «con cortivo, orto e brolo di campi 5». In un analogo documento stilato nel 1740 da Ludovico Priuli si dichiarava a Lovolo una villa con chiesa, barchesse e vari annessi, descritta grossomodo come appare oggi.
Secondo gli studiosi, dovrebbe essere stata costruita tra il 1625 e il 1635. Sulla base dell'impostazione planimetrica, il progetto è attribuibile a Baldassarre Longhena, ma mancano prove che avvalorino questa ipotesi.
Circondata da un vasto giardino racchiuso da un muro di cinta, la casa padronale ha pianta rettangolare e si sviluppa su due livelli, cui si aggiungono le soffitte con una sopraelevazione centrale, conclusa da un timpano su ogni fronte.
La facciata principale è quella rivolta a sud. Il partito centrale, corrispondente al salone passante, è esaltato da un importante apparato decorativo. Le ali sono invece più modeste, con le aperture rettangolari e gli spigoli sottolineati da conci rustici che partono da terra e giungono sino alla cornice di gronda, modanata e in accentuato aggetto.
Il partito centrale presenta l'ingresso archivoltato con cornice bugnata, affiancato da una finestrella quadrata per lato (lo schema ricorda la serliana). Ai piani superiori si aprono dei loggiati: al piano nobile un triplo fornice a tutto sesto, con piedritti a bugne e agrafi in chiave, rivolto a un terrazzo in pietra a colonne; similmente a livello della sopraelevazione, anche se qui i piedritti cono sostituiti da paraste lisce e il terrazzo con una balaustra, mentre le tre aperture sono architravate. Il timpano conclusivo presenta segmenti modanati con uno stemma nobiliare al centro.
Sul retro il partito centrale corrisponde a un volume in aggetto, con spigoli ornati da conci sovrapposti, che contiene lo scalone monumentale a doppia rampa. All'interno, va ricordato, in una stanza a nordovest del pian terreno, un caminetto originale in pietra.
Contigua allo spigolo sudorientale del palazzo, un'adiacenza con funzioni abitative e agricole si allunga verso est per piegare poi, attraverso un altro fabbricato, verso sud.
A sudest del giardino e affacciata alla strada sorge la cappella dell'Immacolata Concezione, innalzata nella prima metà del Settecento e citato a partire da una visita pastorale del 1777 (quando vi officiavano i benedettini di Praglia). Degno di nota il pregevole altare in marmo.